# Halle Open 2000 - Qualificazioni doppio
Le qualificazioni del doppio dell'Halle Open 2000 sono state un torneo di tennis preliminare per accedere alla fase finale della manifestazione. I vincitori dell'ultimo turno sono entrati di diritto nel tabellone principale. In caso di ritiro di uno o più giocatori aventi diritto a questi sono subentrati i lucky loser, ossia i giocatori che hanno perso nell'ultimo turno ma che avevano una classifica più alta rispetto agli altri partecipanti che avevano comunque perso nel turno finale.
Le qualificazioni del doppio del torneo Halle Open 2000 prevedevano 4 coppie partecipanti di cui una è entrata nel tabellone principale.

## Teste di serie
1. Nicolas Escudé /  Roger Federer (Qualificati)

1. Arnaud Clément /  Albert Portas (primo turno)

## Qualificati
1. Nicolas Escudé  /   Roger Federer

## Tabellone

### Legenda
| - Q = Qualificato - WC = Wild card - LL = Lucky loser | - ALT = Alternate - SE = Special Exempt - PR = Protected Ranking | - w/o = Walkover - r = Ritirato - d = Squalificato |

|  | Primo turno | Primo turno                   | Primo turno                  | Primo turno | Primo turno |  |  | Ultimo turno | Ultimo turno                  | Ultimo turno                  | Ultimo turno | Ultimo turno |  |
|  |             |                               |                              |             |             |  |  |              |                               |                               |              |              |  |
|  | 1           | Nicolas Escudé Roger Federer  | Nicolas Escudé Roger Federer | 6           | 6           |  |  |              |                               |                               |              |              |  |
|  |             | Paul Kilderry Sjeng Schalken  | Paul Kilderry Sjeng Schalken | 2           | 1           |  |  | 1            | Nicolas Escudé Roger Federer  | Nicolas Escudé Roger Federer  | 7            | 6            |  |
|  |             | Karsten Braasch Franz Stauder | 65                           | 7           | 6           |  |  |              | Karsten Braasch Franz Stauder | Karsten Braasch Franz Stauder | 6(1)         | 3            |  |
|  | 2           | Arnaud Clément Albert Portas  | 7                            | 611         | 4           |  |  |              |                               |                               |              |              |  |